# Ле Пти Кевији
Ле Пти Кевији (фр. Le Petit-Quevilly) град је у Француској, у департману Приморска Сена.
По подацима из 1999. године број становника у месту је био 22.332.

## Демографија
| 1962.  | 1968.  | 1975.  | 1982.  | 1990.  | 1999.  | 2011.  |
| ------ | ------ | ------ | ------ | ------ | ------ | ------ |
| 21.098 | 22.876 | 22.401 | 22.876 | 22.600 | 22.332 | 22.055 |

## Партнерски градови
- Премниц